# Apollosaal (Wien)

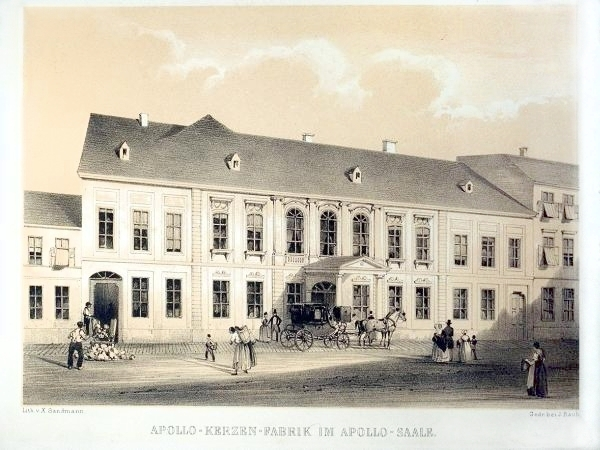
Der Apollosaal (zwischen 1839 und 1859)

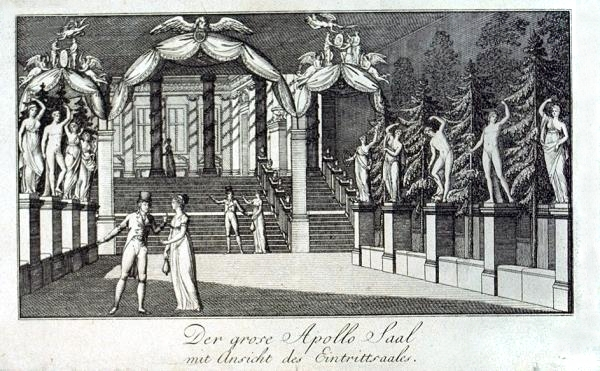
Eintrittsaal des großen Apollosaals (zw. 1808 und 1812)

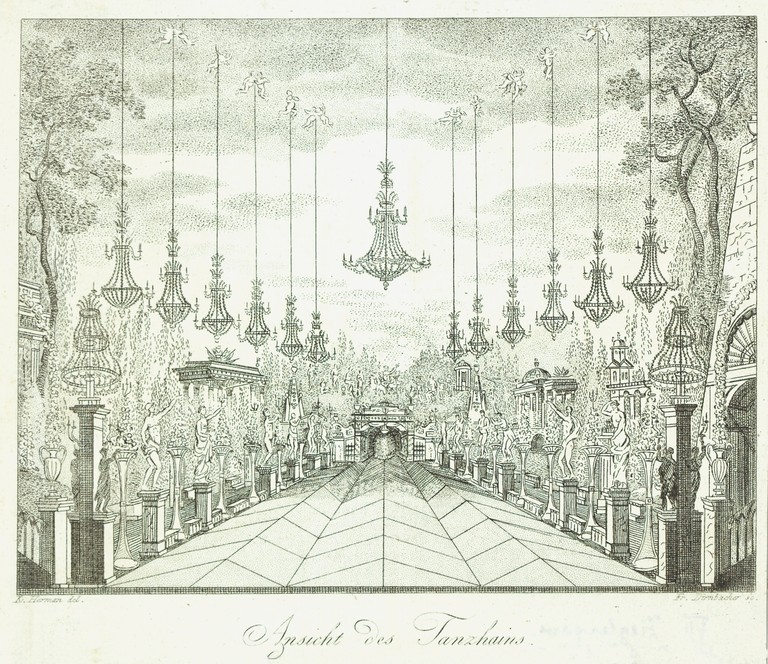
Der Tanzhain um 1808

Der Apollosaal war ein Vergnügungsetablissement am Brillantengrund im ehemaligen Wiener Vorort Schottenfeld, Zieglergasse 15 im heutigen 7. Wiener Gemeindebezirk.

## Geschichte
Der Arzt und Mechaniker Sigmund Wolfssohn (1767–1852), der 1795 eine (vor allem die Armee beliefernde) Fabrik für chirurgische Maschinen und Bandagen gegründet hatte, baute im Bereich der heutigen Apollogasse einen Vergnügungsbetrieb, der nach Auffassung seines weit gereisten Besitzers dem Ruf Wiens als Weltstadt gerecht werden sollte und nur der vornehmen Welt offenstehen würde: sonntags und donnerstags dem Bürgertum, dienstags dem Adel. Der Entwurf des Etablissements wird wahlweise Charles de Moreau und Jakob Hainz zugeschrieben.  Am 10. Jänner 1808 eröffnet, bestand der Vergnügungskomplex aus drei Vorhäusern, fünf Sälen, 31 Zimmern, 13 „Gemächern“ und Kammern, drei Gängen, 13 Küchen, drei Kellern, zwei Glashäusern usw. und konnte 6.000 Gäste aufnehmen. Jeder Raum war eigens benannt und architektonisch anders gestaltet sowie überaus romantisch dekoriert. Mythologische Figuren aus Gips, Kolossalgemälde, Engel mit Beleuchtungskörper, ein Wasserfall, eine Grotte für Verliebte, Alleen von Fichten, Kastanien und blühenden Obstbäumen, fliegende Adler, bildeten die Requisiten. In den Speisesälen servierten 70, in sechs Klassen eingeteilte, entsprechend livrierte Kellner. Der Eintritt kostete 5 Gulden, es spielten in den Räumen verteilt drei Orchester mit jeweils ca. 70 Musikern. Die ganze Anlage, deren Baukosten in den Augsburger Zeitungen mit zwischen 300.000 und 500.000 fl. angegeben wird, wurde hoch bejubelt, aber bereits nach kurzer Zeit schon bemängelt:
„Der Apollosaal des Herrn Wolfsohn [sic] wird fortdauernd stark besucht. Wenn in demselben nicht wenigstens 5000 Personen sind, so sieht er leer aus. Der Tanzsaal ist in einer außerordentlich langen Allee von Tannen; aus diesem kommt man in einen englischen Garten mit düftenden Blumen, weiter in die sogenannte mit argentinischen Lampen beleuchtete Seufzerallee etc. Wie aber unter der Sonne nichts ohne Mängel ist, so tadelt man auch am Apollosaal, daß hie und da die Beleuchtung zu schwach sey, und daß man wegen dem starken Dampf der Lichtern, der Ausdünstung der Pflanzen, und des ganz frischen Baues in diesem herrlichen Belustigungsort nicht zu lange bleiben dürfe, wenn man nicht ein Kopfweh davon tragen will.“
Höhepunkt des Geschäfts war die Zeit um den Wiener Kongress (1814/15), danach ging es bergab. Wolfssohn verkaufte den Apollosaal 1819 und starb verarmt, die Besitzer wechselten. Als 1831 in Wien die Cholera grassierte, richtete man in den zahlreichen Räumlichkeiten ein Notspital ein. Nach dem Erlöschen der Seuche wollte kaum mehr ein Gast das wieder geöffnete Apollo betreten.
1839 wurde der Apollosaal an eine Gesellschaft von Seifensiedern verkauft, die dort bis zum Brand am 27. Jänner 1876 die Erste österreichische Seifensieder-Gewerks-Gesellschaft „Apollo“ betrieben.
Im Jahr 1862 wurde in Wien-Neubau (7. Bezirk) die Apollogasse nach dem Etablissement benannt.
Ein Singspiel mit dem Titel Der Apollosaal komponierte 1808 Conradin Kreutzer.